# Wybory prezydenckie na Litwie w 1926 roku (czerwiec)
Po wyborach parlamentarnych z maja 1926 roku, które wyłoniły Sejm III kadencji, 7 czerwca posłowie przystąpili do wyboru nowego prezydenta republiki. Zwycięzcą został kandydat ludowców Kazys Grinius, który uzyskał bezwzględną większość głosów. Następnego dnia prezydent elekt został zaprzysiężony.

## Wyniki
| Portret                | Kandydat               | Głosy |
| ---------------------- | ---------------------- | ----- |
| Kazys Grinius          | Kazys Grinius          | 50    |
|                        | Antanas Smetona        | 2     |
| Felicija Bortkevičienė | Felicija Bortkevičienė | 1     |
|                        | Gabrielė Petkevičaitė  | 1     |